# Luciano Di Pardo
Luciano Di Pardo (Bad Schwalbach, 3 febbraio 1975) è un ex siepista e mezzofondista italiano.

## Biografia
Nel 1999 fu sedicesimo nel cross corto ai campionati del mondo di corsa campestre di Belfast, mentre nel 2002 arrivò diciannovesimo ai mondiali di cross di Dublino. Ai campionati europei di atletica leggera del 2002 si classificò undicesimo nei 3 000 metri siepi.
A livello nazionale è stato una volta campione italiano assoluto nei 3 000 metri piani indoor, mentre nelle gare all'aperto è stato due volte campione italiano: una nei 5 000 metri piani e una nei 3 000 metri siepi. A questi si aggiungono sette titoli italiani assoluti nella corsa campestre sulla distanza di 4 km (cross corto).

## Palmarès
| Anno | Manifestazione    | Sede          | Evento       | Risultato | Prestazione | Note |
| ---- | ----------------- | ------------- | ------------ | --------- | ----------- | ---- |
| 1994 | Mondiali juniores | Lisbona       | 3000 m siepi | 4º        | 8'38"11     |      |
| 1998 | Mondiali di cross | Marrakech     | Cross corto  | 31º       | 11'27"      |      |
| 1999 | Mondiali di cross | Belfast       | Cross corto  | 16º       | 12'59"      |      |
| 2000 | Mondiali di cross | Vilamoura     | Cross corto  | dnf       | dnf         |      |
| 2001 | Mondiali di cross | Ostenda       | Cross corto  | 20º       | 13'18"      |      |
| 2002 | Mondiali di cross | Dublino       | Cross corto  | 19º       | 12'42"      |      |
| 2002 | Europei           | Monaco        | 3000 m siepi | 11º       | 8'46"13     |      |
| 2003 | Mondiali di cross | Losanna       | Cross corto  | 26º       | 11'45"      |      |
| 2005 | Mondiali di cross | Saint-Galmier | Cross corto  | 63º       | 12'39"      |      |
| 2006 | Mondiali di cross | Fukuoka       | Cross corto  | 70º       | 11'47"      |      |
| 2006 | Mondiali di cross | Fukuoka       | Cross lungo  | dnf       | dnf         |      |

## Campionati nazionali
- 1 volta campione italiano assoluto dei 3000 m piani indoor (1996)
- 1 volta campione italiano assoluto dei 5000 m piani (1999)
- 1 volta campione italiano assoluto dei 3000 m siepi (2000)
- 7 volte campione italiano assoluto di corsa campestre (1998, 1999, 2000, 2002, 2003, 2004, 2005)

1996
- Oro ai campionati italiani assoluti indoor, 3000 m piani - 8'03"36

1998
- Oro ai campionati italiani di corsa campestre, cross corto (4 km) - 10'54"

1999
- Oro ai campionati italiani assoluti, 5000 m piani - 13'48"88
- Oro ai campionati italiani di corsa campestre, cross corto (4 km) - 11'26"

2000
- Oro ai campionati italiani assoluti, 3000 m siepi - 8'29"91
- Oro ai campionati italiani di corsa campestre, cross corto (4 km) - 11'36"1

2002
- Oro ai campionati italiani di corsa campestre, cross corto (4 km)

2003
- Oro ai campionati italiani di corsa campestre, cross corto (4 km) - 11'19"

2004
- Oro ai campionati italiani di corsa campestre, cross corto (4 km) - 11'10"

2005
- Oro ai campionati italiani di corsa campestre, cross corto (4 km) - 11'44"

## Altre competizioni internazionali
1995
- 16º al Golden Gala ( Roma), 3000 m siepi - 8'35"23

1996
- 9º al Golden Gala ( Roma), 3000 m siepi - 8'32"98

1997
- 13º al Memorial Van Damme ( Bruxelles), 3000 m siepi - 8'19"03
- 15º al Golden Gala ( Roma), 3000 m siepi - 8'29"87
- 15º alla Cinque Mulini ( San Vittore Olona) - 35'26"

1998
- 7º in Coppa Europa ( San Pietroburgo), 5000 m piani - 14'18"58
- 12º al Golden Gala ( Roma) - 8'20"35
- 9º all'Herculis ( Monaco), 3000 m siepi - 8'22"77

1999
- 11º al Golden Gala ( Roma), 3000 m siepi - 8'19"81
- 8º alla Cinque Mulini ( San Vittore Olona) - 36'02"

2000
- 10º al Bauhaus-Galan ( Stoccolma), 3000 m siepi - 8'21"14
- 13º al Golden Gala ( Roma), 3000 m siepi - 8'40"15

2007
- 18º al Giro al Sas ( Trento) - 31'55"